# Ageusia
La ageusia es la ausencia o pérdida casi completa del sentido del gusto. La ageusia total es realmente rara si se compara con los demás trastornos gustativos, principalmente la hipogeusia o la disgeusia, o las pérdidas de percepción locales, ya que el gusto se compone de una percepción nerviosa múltiple construida sobre una red formada por tres pares de nervios craneales.
La ageusia es consecuencia de diversos trastornos que afectan alguna o varias de las estructuras orgánicas involucradas en la percepción de los sabores. O de algún daño o deterioro funcional de tales estructuras; como en el caso de ciertas parálisis faciales a las cuales puede acompañar. Aunque también puede presentarse como efecto secundario de ciertos medicamentos o de otro tipo de terapias como lo es específicamente la radioterapia. Mientras que otras causas pueden no ser tan evidentes.

## Consideraciones acerca del sentido del gusto
La inervación de las papilas gustativas de los dos tercios anteriores de la lengua se origina en ganglio geniculado, de donde parte el nervio facial (VII par craneal), del cual se desprende la cuerda del tímpano, una de sus ramas que; uniéndose en su recorrido con el nervio lingual, una rama del nervio mandibular que a su vez es rama del nervio trigémino (V par craneal); se encarga de mandar las sensaciones gustativas de esos dos tercios de la lengua al cerebro. El otro tercio restante, que corresponde a la parte posterior de la lengua, es inervado por el nervio glosofaríngeo (IX par craneal), cuya vía es independiente a la de los otros dos pares nerviosos.
Una contribución menor al sentido del gusto la efectúa el nervio petroso mayor, el cual inerva las papilas gustativas del paladar y también se origina en el ganglio geniculado.
El sentido del gusto está relacionado con el del olfato; pues como en realidad la lengua solo puede percibir la textura de alguna materia al tacto y diferenciar básicamente entre las cualidades gustativas de dulce, salado, amargo, agrio y agradable, mucho de lo que complementa los sabores captados por el gusto viene precisamente del olfato y, por ende, cualquier trastorno olfativo, asimismo afecta la percepción gustativa.

## Otras alteraciones del gusto
- Trastornos cuantitativos de la percepción del gusto como la hipergeusia (hipersensibilidad del gusto) y la hipogeusia (baja percepción del sabor).
- Trastornos cualitativos como la cacogeusia (gusto alterado percibido como desagradable)[nota 5] y la llamada fantogeusia (percepción de un sabor sin que esté presente el estímulo apropiado que lo genera).[8][9]

Por el aspecto cuantitativo, la incapacidad de sentir el sabor puede ser parcial (imperceptibilidad de algún sabor), total (de ningún sabor) o funcional (importante pero no absoluta). Mientras que las alteraciones cualitativas del gusto se describen mayormente como sabor metálico, fétido o alterado; algunas veces, éstas vienen acompañadas de trastornos olfativos.

## Etiología
Entre las múltiples causas de ageusia están:
Coronavirus 
- Yatrógenas:
  - Por medicación (fármacos que pueden inhibir el sentido del gusto):[11][12][13]

antirreumáticos  (D-penicilamina), antiinflamatorios  (fenilbutazona), antibacterianos  (clorhexidina), antimicóticos  (terbinafina), antihipertensivos  (captopril ·
enalapril ·
nitroglicerina), antidepresivos  (venlafaxina), antiespasmódicos   (baclofeno), anticonvulsivos  (tegretol), antitiroideos  (carbamizol ·
metimazol ·
metiltiouracilo ·
tiamazol), anticoagulantes  (clopidogrel), antiproliferativos  (bleomicina ·
cisplatino ·
metotrexato), diuréticos  (espironolactona), sedantes  (cloromezanona) y antiacnés  (isotretinoína).
- - Quimioterapia.[4][20]
  - Radioterapia de cabeza y cuello.[21]

- Linguales:
  - Glositis.
  - Infección de la lengua.
  - Quemadura de la lengua.[22]
  - Presencia de exudado sobre la mucosa de la lengua.
  - Deterioro funcional de las papilas gustativas.[23][24]
  - Isquemia lingual

- Bucales:
  - Estomatitis.[25][26]
  - Xerostomía (salivación insuficiente).[27][26]
  - Carcinomas.[28]

- Neuronales:
  - Periféricas: Daño o afectación bilateral de las ramas sensitivas de:
    - El quinto nervio craneal. (Trigémino)
    - El séptimo nervio craneal. (Facial)
    - El noveno nervio craneal. (Glosofaríngeo)
    - Debido a: traumatismos,[29] aneurismas;[29] cirugía de boca,[30] faringe,[30] oído,[nota 7] cuello; estapedostomías,[32] amigdalectomías,[33][34] mastoidectomías;[35] tumoraciones (de la base del cráneo[36][29] · neuromas[37] · neurinomas), fracturas en la base del cráneo;[38][29] neuritis, neuralgias[39] o neuropatías asociadas con parálisis faciales (parálisis de Bell),[2] diabetes mellitus,[40] herpes zóster,[41][nota 8] lepra[42] o algún tipo de intoxicación.

  - Centrales: Daño o afectación de la vía gustativa en el sistema nervioso central.
    - Debido a: traumatismos,[43][44][nota 9] siringobulbias,[45] granulomas;[46] tumores pontinos,[47] cerebrales; lesiones del tallo cerebral,[48] lesiones del tálamo,[49] lesiones de la corteza insular;[50][51] infecciones (encefalitis equina venezolana[52] · meningoencefalopatía amebiana primaria),[53] callosotomía[54] o enfermedades neurodegenerativas (síndrome de Wolfram[55] · mal de Párkinson[56][57] · esclerosis múltiple).[58]

- Olfativas:[59]
  - Resfriado.[59]
  - Rinitis.[60][61]
  - Cornetitis.

- Quirúrgicas:
  - Glosectomía.
  - Laringectomía.[62]

- Nutricionales:
  - Falta de zinc.[63]

- Psicológicas:
  - Ansiedad y estrés.[64]

- Otras causas:
  - Hasta el uso de piercing en la lengua[65] o de dentadura postiza[25] puede ocasionarla.

## Diagnóstico
Tanto los trastornos del gusto, como los del olfato, los diagnostica el otorrinolaringólogo,  que determina la magnitud del trastorno gustativo en cuestión mediante la medición de la mínima concentración de alguna substancia sápida que un paciente es capaz de reconocer (gustometría). Aunque, también puede solicitarle a aquel que compare los diferentes sabores de distintas substancias, o que verifique qué tanto la intensidad de un sabor aumenta cuando la concentración de determinada substancia se incrementa. Los científicos han desarrollado diversas pruebas gustativas en las que los pacientes responden a diferentes concentraciones químicas, las cuales pueden consistir en una simple degustación o, bien, en la aplicación directa de agentes químicos específicos en determinadas zonas de la lengua.